# Petr Aksamit
Petr Aksamit (? – 21. května 1458) byl český zeman a proslulý husitský, resp. bratřický vojevůdce, vrchní hejtman bratřických vojsk v Horních Uhrách (dnešní Slovensko), kde je jeho působení doloženo od roku 1440. (O jeho předchozím životě není nic známo.) Původně sloužil jako kapitán pod velením jiného českého vojevůdce, Jana Jiskry z Brandýsa, který v Uhrách hájil zájmy malého Ladislava Pohrobka proti jagellonské kandidatuře. Už roku 1448 se však Aksamit osamostatnil, když z části Jiskrových (post)husitských žoldnéřů vytvořil bratřické vojsko; i s ním však nadále Jiskru podporoval až do jeho pádu roku 1453. Poté už se Aksamitovi bratříci stali samostatnou vojenskou silou, ovládající především oblast dnešního východního Slovenska a severovýchodního Maďarska, s centrem na hradě Plaveč. Na tehdejší dobu velmi početné vojsko (10–20 000 bojovníků) se mj. živilo vojenskými výpravami a vybíráním daní od vesnic i královských měst, což bratříkům umožňovalo slušnou úroveň žití; Aksamit sám, zřejmě pro svou zálibu ve šlechtickém oblékání, získal svou přezdívku (podle stejnojmenné drahé látky).
Tato příznivá situace však trvala jen za vlády slabého Ladislava Pohrobka. Nový král Matyáš Korvín zahájil politiku razantní obnovy pořádku a královské moci, takže se nutně musel vypořádat i s bratříky. V prvním vážném střetu, bitvě u Blatného Potoka (Sárospataku), byly Aksamitovy oddíly poraženy a on sám padl.